# معمر بن الحارث
معمر بن الحارث الجمحي صحابي أسلم قديمًا قبل دخول النبي محمد دار الأرقم للدعوة فيها إلى الإسلام، وهو أخو الصحابي حاطب بن الحارث
هاجر معمر إلى يثرب، وآخى النبي محمد بينه وبين معاذ بن عفراء، وشهد مع النبي محمد غزواته كلها. توفي معمر بن الحارث في خلافة عمر بن الخطاب.